# Thymelicus
Thymelicus är ett släkte av fjärilar som beskrevs av Jacob Hübner 1819. Thymelicus ingår i familjen tjockhuvuden.

## Dottertaxa tillThymelicus, i alfabetisk ordning[1][2]
- Thymelicus acteon
- Thymelicus adaucta
- Thymelicus alaica
- Thymelicus alba
- Thymelicus antiardens
- Thymelicus ardens
- Thymelicus astigmata
- Thymelicus aurescens
- Thymelicus brunnea
- Thymelicus christi
- Thymelicus clara
- Thymelicus claraobsoleta
- Thymelicus claricantes
- Thymelicus diluta
- Thymelicus distincta
- Thymelicus divaricatus
- Thymelicus extensa
- Thymelicus flava
- Thymelicus flavus
- Thymelicus fornax
- Thymelicus fulminans
- Thymelicus hamza
- Thymelicus hemmingi
- Thymelicus heydeni
- Thymelicus hyrax
- Thymelicus iberica
- Thymelicus imminuta
- Thymelicus intermedia
- Thymelicus intermediaclara
- Thymelicus intermedialineola
- Thymelicus italamixta
- Thymelicus kirbyi
- Thymelicus kushana
- Thymelicus lategrisea
- Thymelicus latenigra
- Thymelicus leonina
- Thymelicus lepontica
- Thymelicus linea
- Thymelicus lineola
- Thymelicus ludoviciae
- Thymelicus macta
- Thymelicus major
- Thymelicus majorclara
- Thymelicus majornitida
- Thymelicus marginatus
- Thymelicus maxima
- Thymelicus melissus
- Thymelicus nervulata
- Thymelicus nigricantes
- Thymelicus nova
- Thymelicus novissima
- Thymelicus obscura
- Thymelicus obsoleta
- Thymelicus occidentalis
- Thymelicus orana
- Thymelicus pallida
- Thymelicus pallidavirescens
- Thymelicus pallidiscus
- Thymelicus pfeifferi
- Thymelicus phoenix
- Thymelicus pseudothaumas
- Thymelicus pulchraeteon
- Thymelicus ragusai
- Thymelicus reversa
- Thymelicus semicolon
- Thymelicus stigma
- Thymelicus suffusa
- Thymelicus suffusavirescens
- Thymelicus sylvatica
- Thymelicus sylvestris
- Thymelicus syriaca
- Thymelicus tatsia
- Thymelicus tenebrosa
- Thymelicus thaumas
- Thymelicus thaumatana
- Thymelicus venula
- Thymelicus werneri
- Thymelicus virescens
- Thymelicus virgula